# Harald Hildetand
Harald Hildetand (vieux norrois : Haraldr Hilditönn, suédois et danois modernes : Harald Hildetand), c'est-à-dire Harald « à la dent de combat », était un roi légendaire de Suède, Danemark et de Norvège et un chef historique du Nord de l'Allemagne aux VIIe et VIIIe siècles. Selon la Chronicon Lethrense, son empire atteignait la Méditerranée.

## Nom
Saxo Grammaticus, dans sa Gesta Danorum donne deux explications différentes pour la raison du surnom de Harald « à la dent de combat ». Selon une tradition, le surnom provient de la perte de deux dents lors d'une bataille contre Veseti, le seigneur de Scanie, à la place desquelles deux nouvelles dents auraient poussé. Plus loin dans le récit, Saxo Grammaticus dit que selon une autre opinion, le surnom est dû au fait que Harald avait les dents en avant. D'un point de vue savant, cependant, ce surnom est dérivé d'une manière de nommer un héros de guerre.

## Famille
La plupart des sources le décrivent comme le fils de la fille d'Ivar Vidfamne, Auðr in djúpúðga (i.e: Aude à l'esprit profond; français: Aud la Sagace) qu'il ne faut pas confondre avec son homonyme historique Aude la Très-Sage, fille de Ketill Au nez plat, épouse d'Olaf le Blanc et mère de Thorstein le Rouge, qui vécurent au IXe siècle.
Selon le Sögubrot, la Saga de Njáll le Brûlé et le Hyndluljóð, Harald est le fils de Rorik Slyngebond, le roi du Seeland. Le Sögubrot raconte que sa mère a épousé plus tard Ráðbarðr (Radbart), le roi de Garðaríki, et qu'ils ont eu un fils nommé Randver. Toutefois, selon la Hervarar saga, Harald et Randver étaient tous les deux les fils d'Auðr et Valdar.
La Saga de Njáll le Brûlé ajoute qu'Harald a eu un fils du nom de Þrándr hinn gamli qui était l'ancêtre de l'un des personnages de la saga. Le Sögubrot mentionne également un fils de ce nom, mais en ajoute un second nommé Hrœrekr Ringslinger, soit exactement le nom de son grand-père. Le Landnámabók informe que Hrœrekr Ringslinger "le jeune" est l'arrière-arrière-grand-père de l'un des premiers colons de l'Islande, Hrafn.
La Gesta Danorum de Saxo Grammaticus ne mentionne toutefois pas Ivar Vidfamne et donne deux différentes versions des ancêtres d'Harald. Il écrit en premier qu'Harald serait le fils d'un chef de Scanie nommé Borkar et d'une femme nommée Gro. Plus loin, il dit qu'Harald serait le fils d'Haldan, le fils de Borkar, et d'une femme nommée Gyrid, la dernière représentante des Skjöldung.

## La réclamation de son héritage
Selon le Sögubrot, il quitte Garðaríki (royaume de son beau-père Radbart) à la mort de son père Rorik et se rend dans le Seeland (royaume paternel) où il est nommé roi. Il se rend ensuite en Scanie, que la famille de sa mère et de son grand-père maternel Ivar Vidfamne ont dirigée. Il y est bien reçu et on lui fournit de nombreux hommes et des armes.
Après cela, il conduit sa flotte en Suède pour réclamer son héritage. Cependant, de nombreux roitelets viennent réclamer les royaumes que ses ancêtres leur avaient pris. Ces roitelets pensaient qu'il serait facile de vaincre Harald, qui n'est alors qu'un jeune homme de quinze ans. Mais Harald reprend avec succès les domaines de ses aïeux, si bien qu'à la fin il a davantage de terres en sa possession qu'ils n'en avaient.
Il n'y a alors aucun roitelet de Danemark ou de Suède qui ne lui verse un tribut ou qui n'est son vassal. Il contrôle également des parties de l'Angleterre qui ont appartenu à son grand-père maternel Ivar et au père de ce dernier, Hálfdan snjalli. Il y nomme des rois et des jarls qui lui paient un tribut. Il nomme également Hjörmund, le fils de Hjörvard Ylfing, roi du Östergötland. La Hevarar saga mentionne également que Harald reprend les domaines de ses ancêtres, mais dit que la conquête part du Götaland. La Gesta Danorum dit, comme le Sögubrot, que la conquête commence depuis le Seeland.

## Légende et histoire
Les souverains dont font part les sagas relèvent généralement de l'ordre du légendaire pour cette période. Le récit d'Harald tel que retranscrit par les sources parait peu probable. L'historicité de ces récits est fortement mise en doute et semble plutôt correspondre à une reconstruction des origines dynastiques et de leur généalogie, mêlant légendes et histoire.

### Sources
- (en) Cet article est partiellement ou en totalité issu de l’article de Wikipédia en anglais intitulé « Harald Wartooth » (voir la liste des auteurs).